# Julie Meynen
Julie-Marie Meynen (ur. 15 sierpnia 1997 w Luksemburgu) – luksemburska pływaczka.

## Życie osobiste
Córka Theo Meynena i Christiane Lorang. Ma trzy siostry: Elenę, Camille i Sarah. Jej praprababcia startowała na igrzyskach olimpijskich w 1928. Studentka College of Education Uniwersytetu Auburn.

## Kariera

### Medale igrzysk małych państw Europy
Jest wielokrotną medalistką igrzysk małych państw Europy. W 2011 zdobyła srebrny medal w sztafecie 4 × 100 m stylem dowolnym z czasem 3:59,98 s i brązowy w sztafecie 4 × 100 m stylem zmiennym z czasem 4:29,68 s oraz na 200 m stylem grzbietowym z czasem 2:25,85 s. W 2013 wywalczyła złoto na 50 i 100 m stylem dowolnym, srebro na 100 m stylem motylkowym, w sztafetach 4 × 100 m stylem zmiennym, 4 × 100 m stylem dowolnym i 4 × 200 m stylem zmiennym oraz brąz na 200 m stylem dowolnym. W 2015 zdobyła złoty medal na 50 m stylem dowolnym z czasem 25,72 s, 100 m tym samym stylem z czasem 55,66 s, srebrny w sztafecie 4 × 200 m stylem dowolnym z czasem 8:29,26 s i brązowy na 100 m stylem grzbietowym z czasem 1:05,42 s.

### Mistrzostwa Luksemburga
W 2011 została mistrzynią Luksemburga na 50, 100 i 200 m stylem grzbietowym. W 2012 została mistrzynią kraju na 50 m stylem motylkowym, 50 i 100 m stylem dowolnym, sztafetach 4 × 100 m stylem zmiennym i 4 × 100 m stylem dowolnym oraz wicemistrzynią kraju na 100 m stylem grzbietowym i 200 m stylem dowolnym. W 2013 została mistrzynią Luksemburga na 50 m stylem motylkowym, 50, 100 i 200 m stylem dowolnym, sztafetach 4 × 100 m stylem zmiennym i 4 × 100 m stylem dowolnym oraz wicemistrzynią na 200 m stylem zmiennym. W 2014 została mistrzynią kraju na 50 i 100 m stylem dowolnym, 50 m stylem motylkowym oraz w sztafetach 4 × 100 m stylem zmiennym i 4 × 100 m stylem dowolnym oraz sztafetach mieszanych 4 × 100 m stylem zmiennym i 4 × 100 m stylem dowolnym. W 2015 została mistrzynią kraju na 50 i 100 m stylem dowolnym, 200 m stylem zmiennym i w sztafecie mieszanej 4 × 100 m stylem zmiennym oraz brązową medalistką mistrzostw Luksemburga w sztafecie mieszanej 4 × 100 m stylem dowolnym. W 2016 została mistrzynią Luksemburga na 50 i 100 m stylem dowolnym W 2017 została mistrzynią kraju na 50 i 100 m stylem dowolnym oraz wicemistrzynią w sztafecie 4 × 100 m stylem zmiennym.
W 2011 została mistrzynią Luksemburga na krótkim basenie na 100 m stylem dowolnym oraz w sztafetach 4 × 100 m stylem zmiennym i 4 × 100 m stylem dowolnym, a także wicemistrzynią na 50, 100 i 200 m stylem grzbietowym i 200 m stylem dowolnym. W 2012 została mistrzynią kraju na krótkim basenie na 50 i 100 m stylem dowolnym, 50, 100 i 200 m stylem motylkowym, 100 m stylem zmiennym oraz w sztafecie 4 × 100 m stylem dowolnym i sztafetach mieszanych 4 × 50 m stylem dowolnym i zmiennym. W 2014 została mistrzynią Luksemburga na krótkim basenie na 50 i 100 m stylem dowolnym, 50 i 100 m stylem grzbietowym, 50 m stylem klasycznym, 50 i 100 m stylem motylkowym, 100 m stylem zmiennym, w sztafetach mieszanych 4 × 50 m stylem dowolnym i 4 × 50 m stylem zmiennym oraz w sztafetach 4 × 100 m stylem dowolnym i 4 × 100 m stylem zmiennym. W 2015 została mistrzynią kraju na krótkim basenie na 50 m stylem klasycznym, 50 i 100 m stylem dowolnym, 50 m stylem grzbietowym, 50 i 100 m stylem motylkowym, 100 m stylem zmiennym oraz w sztafetach mieszanych 4 × 50 m stylem zmiennym i dowolnym.

### Inne zawody
W 2012 wystąpiła na mistrzostwach Europy na krótkim basenie, na których zajęła 16. miejsce na 100 m stylem dowolnym z czasem 55,91 s, 20. na dwukrotnie krótszym dystansie z czasem 25,66 s, 32. na 200 m tym samym stylem z czasem 2:03,07 s, 35. na 100 m stylem motylkowym z czasem 1:03,15 s, 34. na dwukrotnie krótszym dystansie z czasem 28,08 s, 30. (ostatnia) na 100 m stylem zmiennym z czasem 1:05,47 s, 13. w sztafecie mieszanej 4 × 50 m stylem dowolnym z czasem 1:36,66 s i 16. w sztafecie mieszanej 4 × 50 m stylem zmiennym z czasem 1:47,74 s. W tym samym roku wystartowała także na mistrzostwach świata na krótkim basenie, na których była 35. na 50 m stylem dowolnym z czasem 25,82 s, 30. na dwukrotnie dłuższym dystansie z czasem 55,60 s, 45. na 200 m tym samym stylem z czasem 2:02,44 s i 40. na 100 m stylem zmiennym z czasem 1:05,49 s.
W 2013 została brązową medalistką mistrzostw Europy juniorów na 100 m stylem dowolnym. Na tych samych zawodach zajęła również 6. miejsce na 50 m tym samym stylem, 16. na 50 m stylem motylkowym i 18. na 200 m stylem dowolnym. W tym samym roku wystąpiła także na mistrzostwach świata, na których uplasowała się na 27. pozycji na 50 m stylem dowolnym z czasem 25,74 s i 32. na dwukrotnie dłuższym dystansie z czasem 56,16 s. Wzięła również udział w mistrzostwach Europy na krótkim basenie, na których zajęła 33. miejsce na 100 m stylem dowolnym z czasem 55,25 s, 34. na 50 m stylem motylkowym z czasem 27,72 s, 43. na 100 m tym samym stylem, 18. w sztafecie mieszanej 4 × 50 m stylem zmiennym, 11. w sztafecie mieszanej 4 × 50 m stylem dowolnym, 16. na 50 m stylem dowolnym z czasem 24,89 s.
W 2014 wystartowała na igrzyskach olimpijskich młodzieży, na których była chorążym luksemburskiej kadry. Była na nich 4. na 50 m stylem dowolnym z czasem 25,57 s i 6. na 100 m tym samym stylem z czasem 55,29 s. W tym samym roku wystąpiła również na mistrzostwach świata na krótkim basenie, na których zajęła 34. miejsce na 100 m stylem zmiennym z czasem 1:03,76 s, 32. na 50 m stylem dowolnym z czasem 25,37 s, 28. na 100 m tym samym stylem z czasem 54,35 s i 38. na dwukrotnie dłuższym dystansie z czasem 2:00,50 s. Zajęła również trzecie miejsce w głosowaniu na najlepszą sportsmenkę roku w Luksemburgu.
W 2015 wystartowała na mistrzostwach świata, na których uplasowała się na 29. pozycji na 50 m stylem dowolnym z czasem 25,55 s, 28. na dwukrotnie dłuższym dystansie z czasem 55,54 s i 15. w sztafecie mieszanej 4 × 100 m tym samym stylem z czasem 3:35,19 s. W tym samym roku wystąpiła także na mistrzostwach Europy na krótkim basenie, na których zajęła 24. miejsce na 50 m stylem dowolnym z czasem 25,07 s, 9. na 100 m tym samym stylem z czasem 53,45 s, 20. na dwukrotnie dłuższym dystansie z czasem 1:59,16 s oraz 14. w sztafecie mieszanej 4 × 50 m stylem zmiennym z czasem 1:44,31 s.
W 2016 wystartowała na mistrzostwach Europy, na których zajęła 20. miejsce na 50 m stylem dowolnym z czasem 25,69 s i 41. na 100 m tym samym stylem z czasem 56,32 s, a także wystąpiła na igrzyskach olimpijskich, na których była 25. na 100 m stylem dowolnym z czasem 55,09 s, ustanawiając nowy rekord Luksemburga i 26. na dwukrotnie krótszym dystansie z czasem 25,12 s, pobijając rekord kraju.
W 2017 wystartowała na mistrzostwach świata, na których zajęła 29. miejsce na 100 m stylem dowolnym z czasem 55,99 s, 31. na 50 m stylem dowolnym z czasem 25,67 i 13. w sztafecie mieszanej 4 × 100 m stylem dowolnym z czasem 3:34,90 s.

## Rekordy Luksemburga

### Indywidualne

#### Na długim basenie
Na podstawie:
- 50 m stylem dowolnym – 25,12 s ( Rio de Janeiro, 12 sierpnia 2016, Letnie Igrzyska Olimpijskie 2016)[74][75]
- 100 m stylem dowolnym – 55,09 s ( Rio de Janeiro, 10 sierpnia 2016, Letnie Igrzyska Olimpijskie 2016)[71][72]
- 50 m stylem motylkowym – 27,85 s ( Antwerpia, 7 lipca 2012)

#### Na krótkim basenie
Na podstawie:
- 50 m stylem dowolnym – 24,86 s ( Dudelange, 12 grudnia 2015)
- 100 m stylem dowolnym – 53,45 s ( Netanja, 3 grudnia 2015, Mistrzostwa Europy w Pływaniu na krótkim basenie 2015)[81]
- 200 m stylem dowolnym – 1:59,16 s ( Netanja, 5 grudnia 2015, Mistrzostwa Europy w Pływaniu na krótkim basenie 2015)
- 50 m stylem klasycznym – 31,95 s ( Dudelange, 12 grudnia 2015)
- 50 m stylem motylkowym – 27,13 s ( Dudelange, 13 grudnia 2015)
- 100 m stylem motylkowym – 1:00,90 s ( Herning, 8 grudnia 2013, Mistrzostwa Europy w Pływaniu na krótkim basenie 2013)
- 100 m stylem zmiennym – 1:02,13 s ( Dudelange, 12 grudnia 2015)

### Sztafetowe

#### Na długim basenie
Na podstawie:
- sztafeta mieszana 4 × 100 m stylem dowolnym – 3:34,90 s ( Budapeszt, 29 lipca 2017, Mistrzostwa Świata w Pływaniu 2017)[83][84]
- sztafeta mieszana 4 × 100 m stylem zmiennym – 4:02,56 s ( Luksemburg, 1 lutego 2015)

#### Na krótkim basenie
Na podstawie:
- sztafeta mieszana 4 × 50 m stylem zmiennym – 1:44,31 s ( Netanja, 3 grudnia 2015, Mistrzostwa Europy w Pływaniu na krótkim basenie 2015)[81]
- 4 × 100 m stylem dowolnym – 3:56,64 s ( Luksemburg, 26 listopada 2011)
- 4 × 100 m stylem zmiennym – 4:24,81 s ( Dudelange, 5 grudnia 2010)